# Élections législatives de 1978 dans le Gers
Les élections législatives françaises de 1978 se déroulent les 12 et 19 mars 1978. Dans le département du Gers, deux députés sont à élire dans le cadre de deux circonscriptions.

## Élus
| Circonscription | Député sortant                                | Parti | Parti | Député élu ou réélu | Parti | Parti |
| --------------- | --------------------------------------------- | ----- | ----- | ------------------- | ----- | ----- |
| 1re             | Jean Laborde                                  |       | PS    | Jean Laborde        |       | PS    |
| 2e              | Jean Faget suppléant de Pierre de Montesquiou |       | RPR   | André Cellard       |       | PS    |

## Résultats

### Résultats à l'échelle du département
| Parti          | Parti                              | Premier tour | Premier tour | Second tour | Second tour | Sièges |
| Parti          | Parti                              | Voix         | %            | Voix        | %           | Sièges |
| -------------- | ---------------------------------- | ------------ | ------------ | ----------- | ----------- | ------ |
|                | Parti socialiste                   | 36 320       | 33,87        | 61 096      | 55,31       | 2      |
|                | Parti communiste français          | 17 233       | 16,07        | Retrait     | Retrait     | 0      |
|                | Union de la gauche                 | 53 553       | 49,94        | 61 096      | 55,31       | 2      |
|                |                                    |              |              |             |             |        |
|                | Union pour la démocratie française | 18 821       | 17,77        | Retrait     | Retrait     | 0      |
|                | Divers droite                      | 17 104       | 15,95        | 26 189      | 23,71       | 0      |
|                | Rassemblement pour la République   | 10 571       | 9,86         | 23 167      | 20,97       | 0      |
|                | Majorité présidentielle            | 46 496       | 43,36        | 49 356      | 44,69       | 0      |
|                |                                    |              |              |             |             |        |
|                | Divers écologiste                  | 2 266        | 2,11         |             |             | 0      |
|                | Parti socialiste unifié            | 1 864        | 1,74         | 0           |             |        |
|                | Extrême gauche (LO)                | 1 808        | 1,69         | 0           |             |        |
|                | Parti des forces nouvelles         | 1 253        | 1,17         | 0           |             |        |
|                |                                    |              |              |             |             |        |
| Inscrits       | Inscrits                           | 131 054      | 100,00       | 131 015     | 100,00      | 2      |
| Abstentions    | Abstentions                        | 21 465       | 16,38        | 17 951      | 13,7        |        |
| Votants        | Votants                            | 109 589      | 83,62        | 113 064     | 86,3        |        |
| Blancs et nuls | Blancs et nuls                     | 2 349        | 2,14         | 2 612       | 2,31        |        |
| Exprimés       | Exprimés                           | 107 240      | 97,86        | 110 452     | 97,69       |        |

### Résultats par circonscription

#### Première circonscription (Auch)
| Candidat       | Candidat                   | Parti             | Premier tour | Premier tour | Second tour | Second tour |  |
| Candidat       | Candidat                   | Parti             | Voix         | %            | Voix        | %           |  |
| -------------- | -------------------------- | ----------------- | ------------ | ------------ | ----------- | ----------- |  |
|                | Jean Laborde sortant réélu | PS                | 22 173       | 39,94        | 33 920      | 59,42       |  |
|                | Jacques Brussiau           | RPR               | 10 571       | 19,04        | 23 167      | 40,58       |  |
|                | Joseph Lamothe             | PCF               | 9 333        | 16,81        | Retrait     | Retrait     |  |
|                | Micheline Lavogez          | UDF (PR)          | 9 055        | 16,31        | Retrait     | Retrait     |  |
|                | A. Dumont                  | Divers écologiste | 2 266        | 4,08         |             |             |  |
|                | Jean-Pierre Massenet       | PFN               | 1 253        | 2,26         |             |             |  |
|                | Pilar Espanol              | LO                | 869          | 1,57         |             |             |  |
|                |                            |                   |              |              |             |             |  |
| Inscrits       | Inscrits                   | Inscrits          | 68 525       | 100,00       | 68 510      | 100,00      |  |
| Abstentions    | Abstentions                | Abstentions       | 11 712       | 17,09        | 10 074      | 14,7        |  |
| Votants        | Votants                    | Votants           | 56 813       | 82,91        | 58 436      | 85,3        |  |
| Blancs et nuls | Blancs et nuls             | Blancs et nuls    | 1 293        | 2,28         | 1 349       | 2,31        |  |
| Exprimés       | Exprimés                   | Exprimés          | 55 520       | 97,72        | 57 087      | 97,69       |  |

#### Deuxième circonscription (Condom)
| Candidat       | Candidat              | Parti          | Premier tour | Premier tour | Second tour | Second tour |  |
| Candidat       | Candidat              | Parti          | Voix         | %            | Voix        | %           |  |
| -------------- | --------------------- | -------------- | ------------ | ------------ | ----------- | ----------- |  |
|                | Maurice Mességué      | Divers droite  | 17 104       | 33,07        | 26 189      | 49,08       |  |
|                | André Cellard élu     | PS             | 14 147       | 27,35        | 27 176      | 50,92       |  |
|                | Aymeri de Montesquiou | UDF (Rad)      | 9 766        | 18,88        | Retrait     | Retrait     |  |
|                | Gérard Lacaze         | PCF            | 7 900        | 15,27        | Retrait     | Retrait     |  |
|                | Michel Ghirardi       | PSU (FA)       | 1 864        | 3,6          |             |             |  |
|                | Guy Mouney            | LO             | 706          | 1,37         |             |             |  |
|                | Daniel Desbarrats     | Extrême gauche | 233          | 0,45         |             |             |  |
|                |                       |                |              |              |             |             |  |
| Inscrits       | Inscrits              | Inscrits       | 62 529       | 100,00       | 62 505      | 100,00      |  |
| Abstentions    | Abstentions           | Abstentions    | 9 753        | 15,6         | 7 877       | 12,6        |  |
| Votants        | Votants               | Votants        | 52 776       | 84,4         | 54 628      | 87,4        |  |
| Blancs et nuls | Blancs et nuls        | Blancs et nuls | 1 056        | 2            | 1 263       | 2,31        |  |
| Exprimés       | Exprimés              | Exprimés       | 51 720       | 98           | 53 365      | 97,69       |  |